# Gekkan Comic Garden
Gekkan Comic Garden (月刊コミックガーデン Gekkan Komikku Gāden?) es una revista japonesa de manga shōnen publicada por la editorial Mag Garden. Fue publicada por primera vez el 1 de septiembre de 2014, reemplazando a la desaparecida Comic Blade.

## Series
- Amadeus Code[2]
- Chichi Kogusa[2]
- Donten ni Warau Gaiden (Kemuri Karakara)[1]
- Dora Kuma[2]
- Dragon, Ie wo Kau. (en curso)
- Grisaia no Kajitsu ~L'oiseau bleu~[2]
- Kuroa Chimera (Kairi Sorano)[1]
- M3: Sono Kuroki Hagane[2]
- Mahō Tsukai no Yome[3] (en curso)
- Mars Red[4] (en curso)
- Meikyū Black Company (en curso)
- Peacemaker Kurogane (Nanae Chrono)[1] (en curso)
- Princess Lucia[2]
- Psycho-Pass: Kanshikan Shinya Kogami[2]
- Psycho-Pass 2[2]
- Rain[2]
- Rengoku ni Warau (Kemuri Karakara)[1]
- Shiina-kun no Torikemo Hyakka[1]
- Shūten unknown (Shiho Sugiura)[1]
- Sketchbook[2]
- Shimoneta to Iu Gainen ga Sonzai Shinai Taikutsu na Sekai: Manmaruhen (manga-hen) [2]
- Totsukuni no Shōjo[5] (en curso)
- The Rolling Girls[2]